# David O. Russell
David O. Russell (n. 20 august 1958) este un regizor, producător și scenarist american, cunoscut pentru filme precum The Fighter (2010), Scenariu pentru happy-end (2012), Țeapă în stil american (2013), toate trei aducându-i nominalizări la Oscar la categoria Cel mai bun regizor. În 2016 a primit a patra nominalizare la Globurile de Aur pentru Joy. Este câștigător a două premii BAFTA pentru scenariu.